# Hans Jakob Steiner
Hans Jakob Steiner (* 15. Februar 1576 in Zürich; † 18. Oktober 1625 in Berbenno di Valtellina, Italien) war ein Schweizer Hauptmann und Oberst.

## Leben und Werk
Steiners Vorfahren entstammten dem Kanton Zug. Sein Urgrossvater und Priester Werner Steiner (1492–1542) siedelte sich in Zürich an und erwarb das Bürgerrecht. Steiners Grossvater war Tuchhändler. Die Eltern von Steiner waren Hans Peter (1552–1587) und Martha Regula, geborene Rahn (1551–1611). Sie war die Tochter des Hans Rudolf Rahn des Älteren. Steiner wuchs nach dem frühen Tod seines Vaters mit seinen elf Geschwistern auf. Über seine Jugend- und Ausbildungsjahre ist nichts bekannt.
Ab seinem 20. Lebensjahr diente Steiner dem französischen König Heinrich IV. Als 1596 die Spanier Amiens eroberten, befand sich auch Steiner unter den geschlagenen Soldaten. Steiner durchlief in der Folge eine militärische Laufbahn bis zum Oberst. Für seine Verdienste erhielt Steiner zwei goldene «Gnadenketten» und wurde 1616 vorübergehend in den königlichen Kriegsrat berufen.
Wie Steiner den Übertritt von der väterlichen Meisenzunft in die vornehme «Constaffeler» und so in die Zürcher Aristokratie schaffte, ist unbekannt. Die «Constaffler» entsandten Steiner 1613 in den Grossen Rat. 1614 heiratete Steiner Judith, geborene von Hallwyl († 1654). Zusammen lebten sie in Zürich an der Napfgasse und hatten sechs Kinder. 1620 wurde Steiner als Ratsherr freier Wahl in den Kleinen Rat gewählt.
Während der Bündner Wirren führte Steiner 1620 als Oberst ein Regiment von drei Fähnlein Zürcher Freiwilliger mit etwa 1100 Mann in die Schlacht bei Tirano.

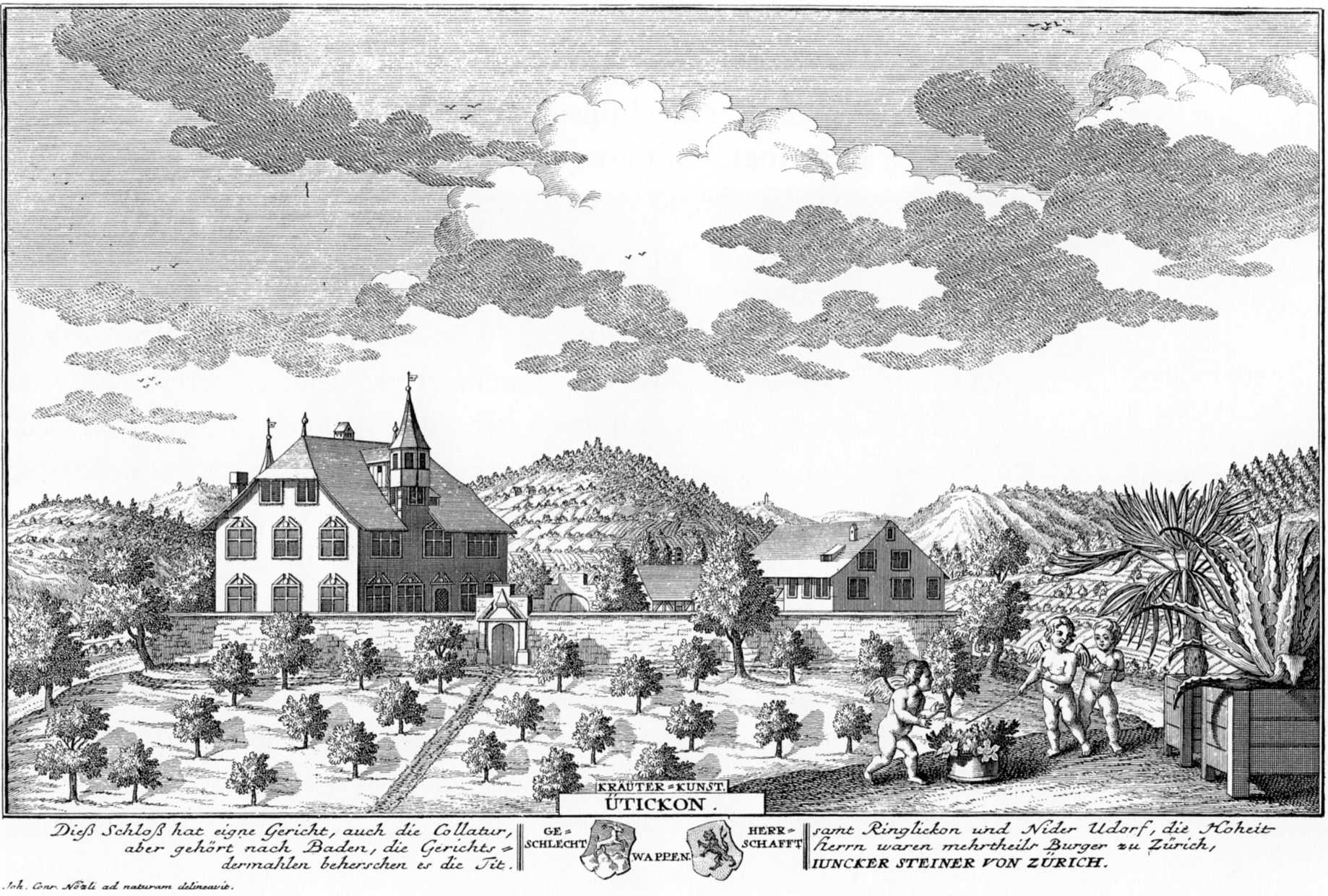
Schloss Uitikon im Jahr 1742

Als Steiner ältester Bruder, Ratsherr und Junggeselle Hans Peter, im August 1623 starb, hatte dieser seine Gerichtsherrschaft in der Nähe von Zürich an Steiner vererbt. Neben Grundbesitz gehörten dazu auch namhafte Rechte über grössere und kleine Landstriche und deren Bewohner. Steiner bezog seinen neuen Stammsitz, «das neue Haus auf dem Büel», das abseits des Dörfchens Uitikon lag, und baute es zum Schloss Uitikon aus. Auf Wunsch seines verstorbenen Bruders liess Steiner für Uitikon eine Kirche bauen. Die Einwohner waren davon nicht besonders begeistert, mussten sie doch bedeutenden Frondienst leisten. Doch eine Strafpredigt des Gerichtsherrn hatte zur Folge, dass schon sechs Wochen später die Kirche mit dem aufgesetzten Türmchen unter Dach und Fach war. So wurde Uitikon die erste Gemeinde mit einem nachreformatorischen Kirchenbau. 1626 konnte unter Steiners Nachfolger, Gerichtsverwalter Heinrich Grebel-Steiner, der erste Gottesdienst stattfinden.
Im Sommer 1625 führte Steiner nochmals ein Kommando ins Veltlin, wo er die durch Krankheit dezimierten Zürcher, Berner und Walliser Truppen verstärkte. Steiner kämpfte unter Marquis de Cœuvres, dem Oberstkommandierenden der französischen Truppen, und wurde in Berbenno di Valtellina begraben. Steiners Helm ist im Landesmuseum Zürich aufbewahrt.
Steiner verfügte in seinem Testament u. a., dass die Gerichtsherrschaft stets im unteilbaren Besitz der männlichen Nachkommen verbleibt. So übte im jährlichen Wechsel jedes männliche Glied einer Generation die gerichtsherrlichen Funktionen aus. Die anderen mussten auf ihren Wunsch hin, als Ratgeber beigezogen werden. Als 1798 alle privaten Herrschaftsrechte an die Helvetische Republik übergingen, wurden diese hinfällig. 1873 wurde das Schloss verkauft und beherbergte später eine kantonale Arbeitserziehungsanstalt für Jugendliche.